# Vavtrudner

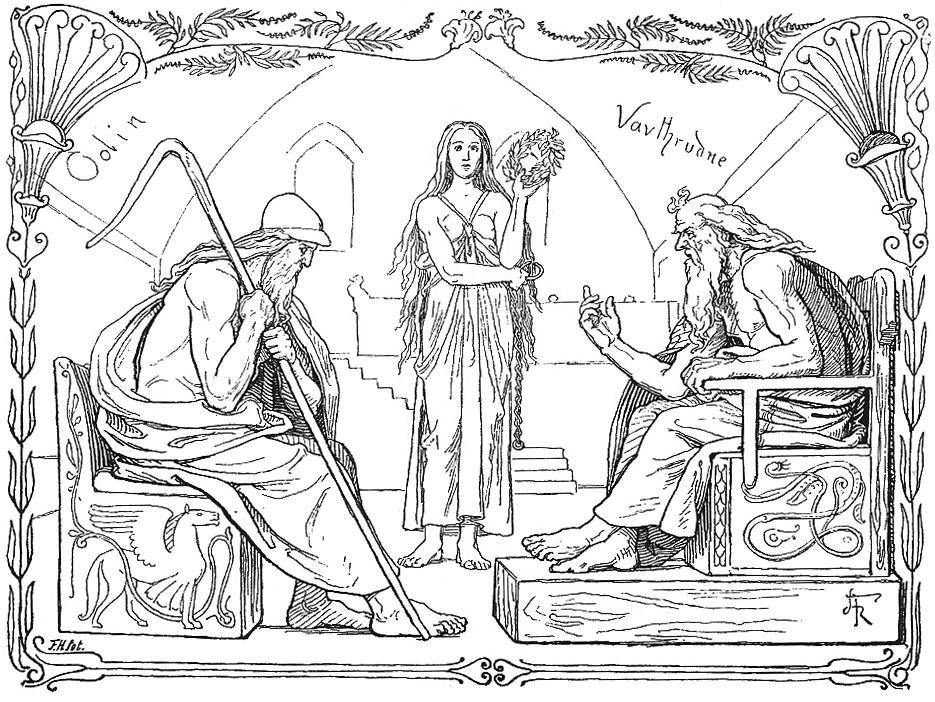
Oden spelar frågespel med Vavtrudner

Vavtrudner (eller Vaftrudner) är en åldrad jätte i nordisk mytologi, känd för sin vishet. Oden besökte förklädd Vavtrudner, för att utröna hans kunnighet. Oden ställer frågor om världarna och deras upphov. Vavtrudner svarar rätt på alla utom den sista: "Vad viskade Oden i Balders öra?" Därmed hade Oden övervunnit jättens visdom, men därmed också avslöjat sin egen identitet.
Citat ur Poetiska Eddan:
Odin kvad:
Mycket for jag, mångt har jag frestat,
mången makt har jag rönt;
vad sade Odin i örat på sonen
innan han uppsteg på bålet?

Vaftrudne kvad:
Det vet ingen vad du en gång
sade i örat på sonen:
med dödsmärkt mun har jag mält fornvisdom
och gudarnas undergång yppat.

Sången om Vavtrudner, vers 54-55